# Troglohyphantes furcifer
Troglohyphantes furcifer este o specie de păianjeni din genul Troglohyphantes, familia Linyphiidae. A fost descrisă pentru prima dată de Simon, 1884.
Este endemică în Spania. Conform Catalogue of Life specia Troglohyphantes furcifer nu are subspecii cunoscute.